# Microregione di Bom Jesus da Lapa
Bom Jesus da Lapa è una microregione dello Stato di Bahia in Brasile, appartenente alla mesoregione di Vale São-Franciscano da Bahia.

## Comuni
Comprende 6 municipi:
- Bom Jesus da Lapa
- Carinhanha
- Feira da Mata
- Paratinga
- Serra do Ramalho
- Sítio do Mato